# Zakon o državni varnosti (1947)
Zakon o državni varnosti, ki ga je 26. julija 1947 podpisal predsednik Združenih držav Amerike Harry S. Truman, je preuredil oborožene sile, zunanjo politiko in obveščevalne agencije Združenih držav Amerike po drugi svetovni vojni. Večina vsebine zakona je začela veljati 18. septembra 1947, dan po potrditvi Senata, da je James V. Forrestal prvi obrambni minister ZDA.
Zakon je spojil ministrstvo za vojno in ministrstvo mornarice v Nacionalno vojaško ustanovo, ki jo je vodil minister za obrambo. Bil je tudi vzrok za ločitev vojnega letalstva ZDA od že obstoječega vojnega letalstva kopenske vojske ZDA. Tako so vsa tri ministrstva delovala kot kabineti, zakon pa je bil dodelan 10. avgusta 1949, da bi zagotovili podrejenost ministrstvu za obrambo. Istočasno je bila Nacionalna vojaška ustanova preimenovana v Obrambno ministrstvo Združenih držav Amerike.
Poleg vojaške reorganizacije je zakon ustanovil Svet za nacionalno varnost, centralni kraj za koordinacijo politike državne varnosti in Centralno obveščevalno agencijo, prvo obveščevalno službo ZDA v času brez vojne.
Zakon in njegove spremembe poleg Trumanove doktrine in Marshallovega načrta, so bile velike komponente strategije Trumanove administracije med hladno vojno.
Podpisali so ga na Trumanovem predsedniškem letalu C-54 Skymaster Sacred Cow, predniku Air Force One.